# Lekkoatletyka na Letnich Igrzyskach Olimpijskich 1988 – bieg na 800 m mężczyzn
Bieg na 800 metrów mężczyzn podczas XXIV Letnich Igrzysk Olimpijskich w Seulu rozegrano 23 (eliminacje), 23 (ćwierćfinały), 25 (półfinały) i 26 września 1988 (finał) na Stadionie Olimpijskim. Zwycięzcą został reprezentant Kenii Paul Ereng.

## Rekordy

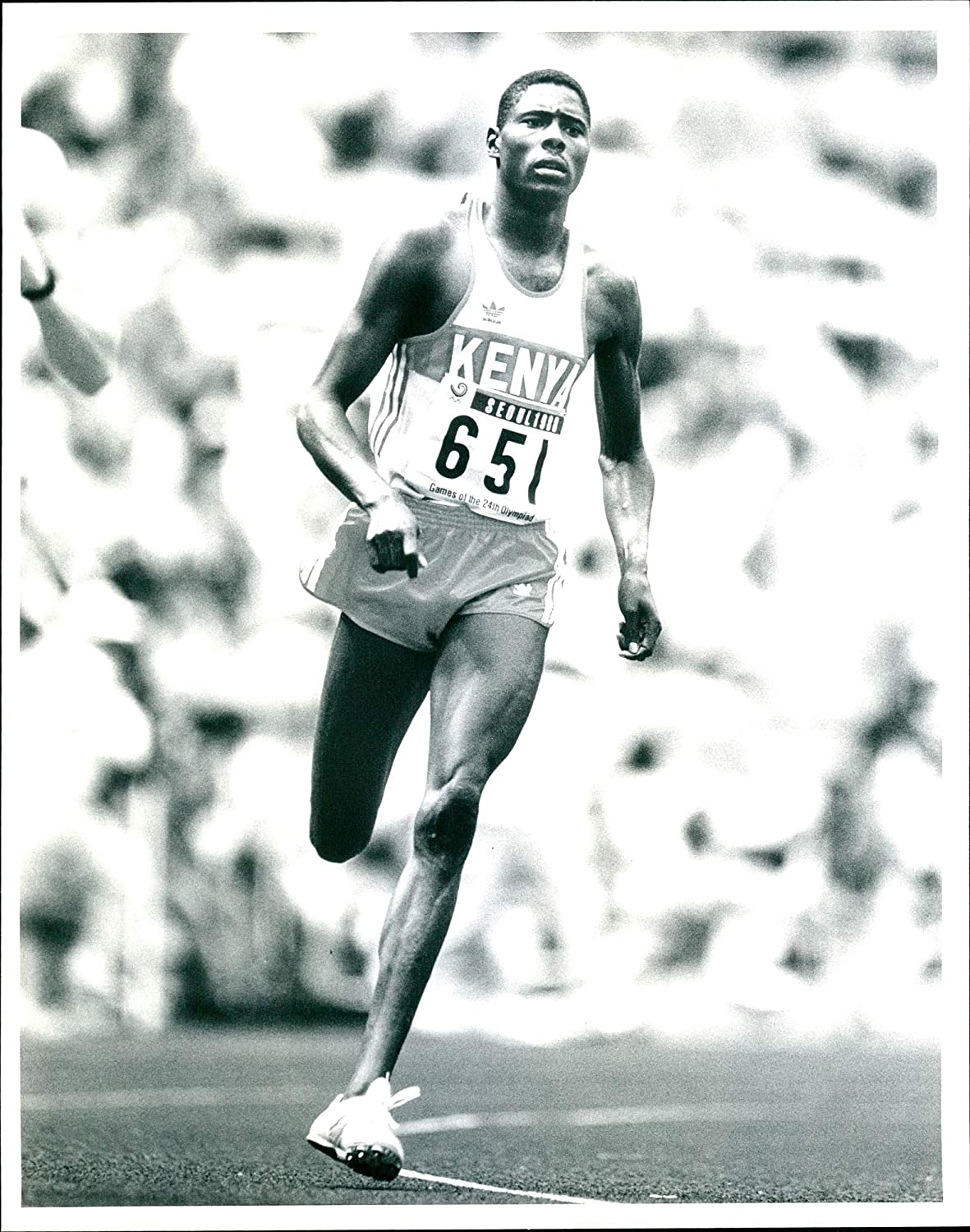
Paul Ereng

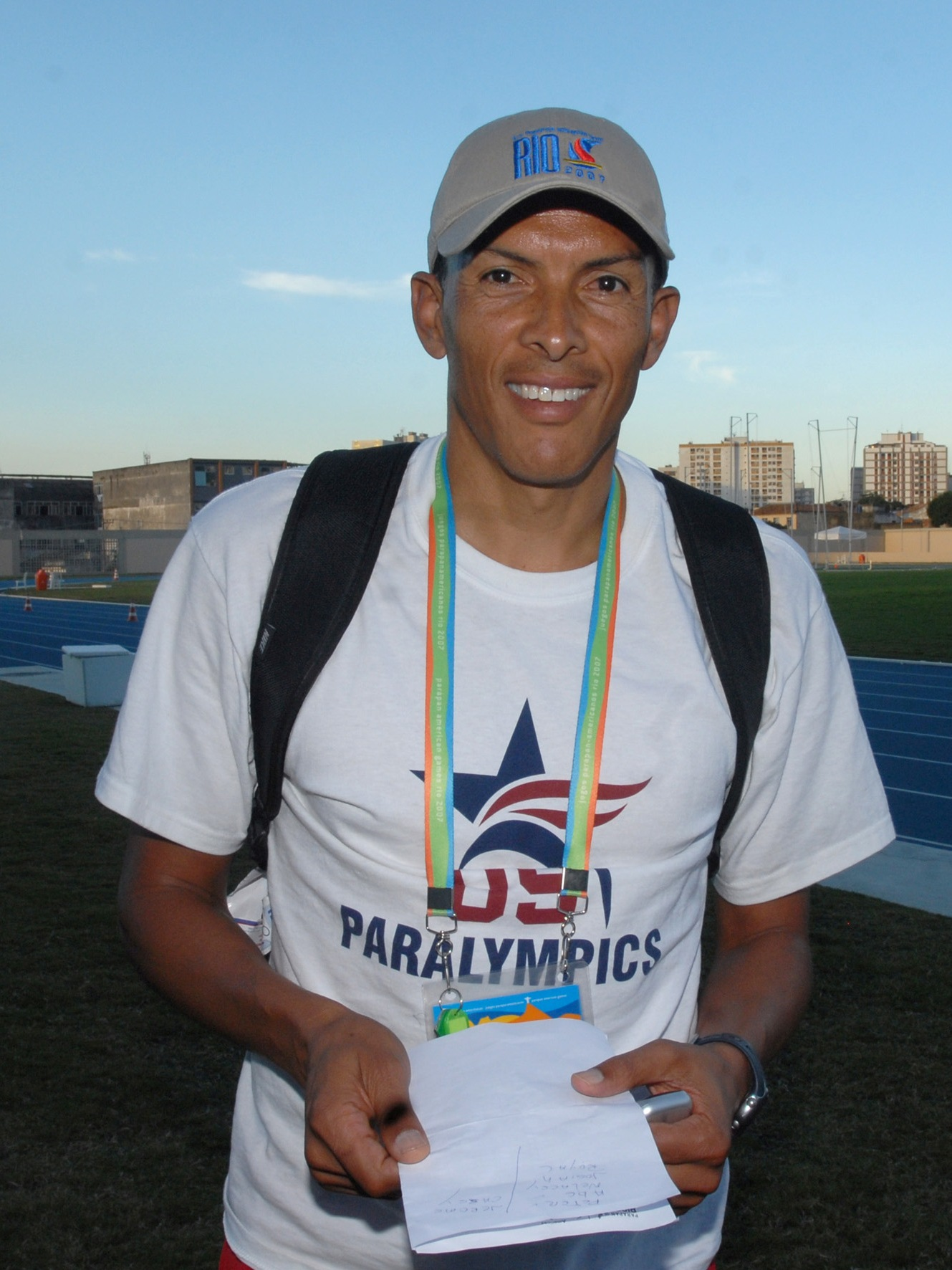
Joaquim Cruz

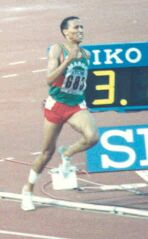
Saïd Aouita

|                   | Zawodnik      | Narodowość      | Czas    | Data                 | Miejsce     |
| ----------------- | ------------- | --------------- | ------- | -------------------- | ----------- |
| Rekord świata     | Sebastian Coe | Wielka Brytania | 1:41,73 | 10 czerwca 1981(dts) | Florencja   |
| Rekord olimpijski | Joaquim Cruz  | Brazylia        | 1:43,00 | 6 sierpnia 1984(dts) | Los Angeles |

## Wyniki
| Poz. - pozycja |
| – rekord świata \| – rekord krajowy \| – rekord życiowy \| = – wyrównany rekord życiowy \| · – najlepszy wynik w sezonie \| = – wyrównany najlepszy wynik w sezonie \| – rekord olimpijski |
| Fn – falstart \| DNF – nie ukończył \| DNS – nie wystartował \| DSQ – zdyskwalifikowany |

### Eliminacje
Rozegrano dziewięć biegów eliminacyjnych. Do ćwierćfinałów awansowało po trzech najlepszych zawodników z każdego biegu (Q) oraz pięciu z najlepszymi czasami spośród pozostałych (q).

#### Bieg 1
| Poz. | Zawodnik            | Narodowość | Rezultat | Uwagi |
| ---- | ------------------- | ---------- | -------- | ----- |
| 1    | Faouzi Lahbi        | Maroko     | 1:47,82  | Q     |
| 2    | Nixon Kiprotich     | Kenia      | 1:48,68  | Q     |
| 3    | Ryszard Ostrowski   | Polska     | 1:49,04  | Q     |
| 4    | Moussa Fall         | Senegal    | 1:49,14  |       |
| 5    | Spiros Spiru        | Cypr       | 1:49,84  |       |
| 6    | Porfirio Méndez     | Paragwaj   | 1:50,72  |       |
| 7    | Mansour Al-Baloushi | Oman       | 1:51,03  |       |
| 8    | Yussuf Moli Yesky   | Czad       | 1:57,97  |       |

#### Bieg 2
| Poz. | Zawodnik               | Narodowość                | Rezultat | Uwagi |
| ---- | ---------------------- | ------------------------- | -------- | ----- |
| 1    | Babacar Niang          | Senegal                   | 1:47,65  | Q     |
| 2    | Steve Cram             | Wielka Brytania           | 1:47,77  | Q     |
| 3    | Donato Sabia           | Włochy                    | 1:47,84  | Q     |
| 4    | Ismail Mohamed Youssef | Katar                     | 1:48,20  |       |
| 5    | Yu Tae-gyeong          | Korea Południowa          | 1:48,61  |       |
| 6    | Eversley Linley        | Saint Vincent i Grenadyny | 1:51,71  |       |
| 7    | Lui Muavesi            | Fidżi                     | 1:54,48  |       |
| –    | Haji Bakr Al-Qahtani   | Arabia Saudyjska          | DSQ      |       |

#### Bieg 3
| Poz. | Zawodnik           | Narodowość        | Rezultat | Uwagi |
| ---- | ------------------ | ----------------- | -------- | ----- |
| 1    | Johnny Gray        | Stany Zjednoczone | 1:48,33  | Q     |
| 2    | Ari Suhonen        | Finlandia         | 1:48,90  | Q     |
| 3    | Ibrahim Okash      | Somalia           | 1:48,97  | Q     |
| 4    | António Abrantes   | Portugalia        | 1:49,01  |       |
| 5    | Mauricio Hernández | Meksyk            | 1:49,03  |       |
| 6    | Kenneth Dzekedzeke | Malawi            | 1:50,60  |       |
| 7    | Lin Kuang-liang    | Chińskie Tajpej   | 1:52,95  |       |

#### Bieg 4
| Poz. | Zawodnik          | Narodowość        | Rezultat | Uwagi |
| ---- | ----------------- | ----------------- | -------- | ----- |
| 1    | Władimir Graudyń  | ZSRR              | 1:48,90  | Q     |
| 2    | Pablo Squella     | Chile             | 1:48,99  | Q     |
| 3    | Álvaro Silva      | Portugalia        | 1:49,09  | Q     |
| 4    | Mark Everett      | Stany Zjednoczone | 1:49,06  |       |
| 5    | Michael Watson    | Bermudy           | 1:50,16  |       |
| 6    | Syed Meesaq Rizvi | Pakistan          | 1:51,58  |       |
| 7    | Manlio Molinari   | San Marino        | 1:52,35  |       |
| 8    | John Siguria      | Papua-Nowa Gwinea | 1:56,12  |       |

#### Bieg 5
| Poz. | Zawodnik             | Narodowość        | Rezultat | Uwagi |
| ---- | -------------------- | ----------------- | -------- | ----- |
| 1    | Saïd Aouita          | Maroko            | 1:49,67  | Q     |
| 2    | Simon Hoogewerf      | Kanada            | 1:49,76  | Q     |
| 3    | Cheikh Tidiane Boye  | Senegal           | 1:49,89  | Q     |
| 4    | Tracy Baskin         | Stany Zjednoczone | 1:50,38  |       |
| 5    | Ado Maude            | Nigeria           | 1:50,48  |       |
| 6    | Eulucane Ndagijimana | Rwanda            | 1:52,08  |       |
| 7    | Maher Abbas          | Liban             | 1:53,76  |       |
| 8    | David Sawyerr        | Sierra Leone      | 1:57,88  |       |

#### Bieg 6
| Poz. | Zawodnik             | Narodowość     | Rezultat | Uwagi |
| ---- | -------------------- | -------------- | -------- | ----- |
| 1    | Peter Braun          | RFN            | 1:47,32  | Q     |
| 2    | Rob Druppers         | Holandia       | 1:47,48  | Q     |
| 3    | Tonino Viali         | Włochy         | 1:47,74  | Q     |
| 4    | Kebapetse Gaseitsiwe | Botswana       | 1:48,08  |       |
| 5    | Agberto Guimarães    | Brazylia       | 1:48,49  |       |
| 6    | Fahim Abdul Wahab    | Jemen Północny | 1:55,24  |       |
| 7    | Momodou Bello N’Jie  | Gambia         | 1:55,57  |       |
| 8    | Nimley Twegbe        | Liberia        | 1:58,43  |       |

#### Bieg 7
| Poz. | Zawodnik         | Narodowość      | Rezultat | Uwagi |
| ---- | ---------------- | --------------- | -------- | ----- |
| 1    | Peter Elliott    | Wielka Brytania | 1:46,83  | Q     |
| 2    | Robin van Helden | Holandia        | 1:46,99  | Q     |
| 3    | Juma Ndiwa       | Kenia           | 1:47,11  | Q     |
| 4    | Tomás de Teresa  | Hiszpania       | 1:47,32  | q     |
| 5    | Ahmed Belkessam  | Algieria        | 1:47,96  | q     |
| 6    | Duan Xiuquan     | Chiny           | 1:52,17  |       |
| –    | Kazanga Makok    | Zair            | DSQ      |       |
| –    | Tommy Asinga     | Surinam         | DSQ      |       |

#### Bieg 8
| Poz. | Zawodnik               | Narodowość | Rezultat | Uwagi |
| ---- | ---------------------- | ---------- | -------- | ----- |
| 1    | Paul Ereng             | Kenia      | 1:46,14  | Q     |
| 2    | José Luíz Barbosa      | Brazylia   | 1:46,32  | Q     |
| 3    | Slobodan Popović       | Jugosławia | 1:46,49  | Q     |
| 4    | Colomán Trabado        | Hiszpania  | 1:46,76  | q     |
| 5    | Paul Osland            | Kanada     | 1:47,16  | q     |
| 6    | Mohamed Hossain Milzer | Bangladesz | 1:51,16  |       |
| 7    | Josep Graells          | Andora     | 1:53,34  |       |

#### Bieg 9
| Poz. | Zawodnik        | Narodowość        | Rezultat | Uwagi |
| ---- | --------------- | ----------------- | -------- | ----- |
| 1    | Joaquim Cruz    | Brazylia          | 1:47,16  | Q     |
| 2    | Tom McKean      | Wielka Brytania   | 1:47,24  | Q     |
| 3    | Melford Homela  | Zimbabwe          | 1:47,36  | Q     |
| 4    | Réda Abdenouz   | Algieria          | 1:47,67  | q     |
| 5    | Dale Jones      | Antigua i Barbuda | 1:49,31  |       |
| 6    | João N’Tyamba   | Angola            | 1:52,23  |       |
| 7    | Oslen Barr      | Gujana            | 1:55,95  |       |
| 8    | William Taramai | Wyspy Cooka       | 1:58,80  |       |

### Ćwierćfinały
Rozegrano cztery biegi ćwierćfinałowe. Do półfinałów awansowało po czterech najlepszych zawodników z każdego biegu.

#### Bieg 1
| Poz. | Zawodnik            | Narodowość | Rezultat | Uwagi |
| ---- | ------------------- | ---------- | -------- | ----- |
| 1    | Joaquim Cruz        | Brazylia   | 1:46,10  | Q     |
| 2    | Paul Ereng          | Kenia      | 1:46,38  | Q     |
| 3    | Cheikh Tidiane Boye | Senegal    | 1:46,32  | Q     |
| 4    | Réda Abdenouz       | Algieria   | 1:46,97  | Q     |
| 5    | Władimir Graudyń    | ZSRR       | 1:47,07  |       |
| 6    | Paul Osland         | Kanada     | 1:48,02  |       |
| 7    | Tonino Viali        | Włochy     | 1:50,85  |       |
| –    | Ari Suhonen         | Finlandia  | DNF      |       |

#### Bieg 2
| Poz. | Zawodnik          | Narodowość        | Rezultat | Uwagi |
| ---- | ----------------- | ----------------- | -------- | ----- |
| 1    | Johnny Gray       | Stany Zjednoczone | 1:45,96  | Q     |
| 2    | Simon Hoogewerf   | Kanada            | 1:45,99  | Q     |
| 3    | José Luíz Barbosa | Brazylia          | 1:46,20  | Q     |
| 4    | Ibrahim Okash     | Somalia           | 1:46,55  | Q     |
| 5    | Rob Druppers      | Holandia          | 1:46,91  |       |
| 6    | Juma Ndiwa        | Kenia             | 1:47,27  |       |
| 7    | Faouzi Lahbi      | Maroko            | 1:47,32  |       |
| –    | Tom McKean        | Wielka Brytania   | 1:46,40  | DSQ   |

#### Bieg 3
| Poz. | Zawodnik         | Narodowość      | Rezultat | Uwagi |
| ---- | ---------------- | --------------- | -------- | ----- |
| 1    | Saïd Aouita      | Maroko          | 1:45,24  | Q     |
| 2    | Slobodan Popović | Jugosławia      | 1:45,30  | Q     |
| 3    | Babacar Niang    | Senegal         | 1:45,38  | Q     |
| 4    | Nixon Kiprotich  | Kenia           | 1:45,68  | Q     |
| 5    | Pablo Squella    | Chile           | 1:46,45  |       |
| 6    | Steve Cram       | Wielka Brytania | 1:46,47  |       |
| 7    | Robin van Helden | Holandia        | 1:46,67  |       |
| 8    | Tomás de Teresa  | Hiszpania       | 1:48,01  |       |

#### Bieg 4
| Poz. | Zawodnik          | Narodowość      | Rezultat | Uwagi |
| ---- | ----------------- | --------------- | -------- | ----- |
| 1    | Donato Sabia      | Włochy          | 1:46,58  | Q     |
| 2    | Peter Elliott     | Wielka Brytania | 1:46,51  | Q     |
| 3    | Álvaro Silva      | Portugalia      | 1:46,65  | Q     |
| 4    | Peter Braun       | RFN             | 1:46,86  | Q     |
| 5    | Ahmed Belkessam   | Algieria        | 1:46,93  |       |
| 6    | Ryszard Ostrowski | Polska          | 1:47,72  |       |
| 7    | Colomán Trabado   | Hiszpania       | 1:48,12  |       |
| 8    | Melford Homela    | Zimbabwe        | 1:49,62  |       |

### Półfinały
Rozegrano dwa biegi półfinałowe. Do finału awansowało po czterech najlepszych zawodników z każdego biegu.

#### Bieg 1
| Poz. | Zawodnik         | Narodowość      | Rezultat | Uwagi |
| ---- | ---------------- | --------------- | -------- | ----- |
| 1    | Paul Ereng       | Kenia           | 1:44,55  | Q     |
| 2    | Joaquim Cruz     | Brazylia        | 1:44,75  | Q     |
| 3    | Donato Sabia     | Włochy          | 1:44,90  | Q     |
| 4    | Peter Elliott    | Wielka Brytania | 1:44,94  | Q     |
| 5    | Babacar Niang    | Senegal         | 1:45,09  |       |
| 6    | Slobodan Popović | Jugosławia      | 1:45,11  |       |
| 7    | Simon Hoogewerf  | Kanada          | 1:47,30  |       |
| 8    | Peter Braun      | RFN             | 1:47,43  |       |

#### Bieg 2
| Poz. | Zawodnik            | Narodowość        | Rezultat | Uwagi |
| ---- | ------------------- | ----------------- | -------- | ----- |
| 1    | Nixon Kiprotich     | Kenia             | 1:44,71  | Q     |
| 2    | Saïd Aouita         | Maroko            | 1:44,79  | Q     |
| 3    | José Luíz Barbosa   | Brazylia          | 1:44,99  | Q     |
| 4    | Johnny Gray         | Stany Zjednoczone | 1:45,09  | Q     |
| 5    | Álvaro Silva        | Portugalia        | 1:45,12  |       |
| 6    | Cheikh Tidiane Boye | Senegal           | 1:45,93  |       |
| 7    | Réda Abdenouz       | Algieria          | 1:45,95  |       |
| 8    | Ibrahim Okash       | Somalia           | 1:46,62  |       |

### Finał
| Poz. | Zawodnik          | Narodowość        | Rezultat |
| ---- | ----------------- | ----------------- | -------- |
| 1    | Paul Ereng        | Kenia             | 1:43,45  |
| 2    | Joaquim Cruz      | Brazylia          | 1:43,90  |
| 3    | Saïd Aouita       | Maroko            | 1:44,06  |
| 4    | Peter Elliott     | Wielka Brytania   | 1:44,12  |
| 5    | Johnny Gray       | Stany Zjednoczone | 1:44,80  |
| 6    | José Luíz Barbosa | Brazylia          | 1:46,39  |
| 7    | Donato Sabia      | Włochy            | 1:48,03  |
| 8    | Nixon Kiprotich   | Kenia             | 1:49,55  |